# Distretto di Wodzisław Śląski
Il distretto di Wodzisław Śląski (in polacco powiat wodzisławski) è un distretto polacco appartenente al voivodato della Slesia.

## Geografia antropica

### Suddivisioni amministrative
Il distretto comprende 9 comuni.
- Comuni urbani: Pszów, Radlin, Rydułtowy, Wodzisław Śląski
- Comuni rurali: Godów, Gorzyce, Lubomia, Marklowice, Mszana